# Hoofdleger

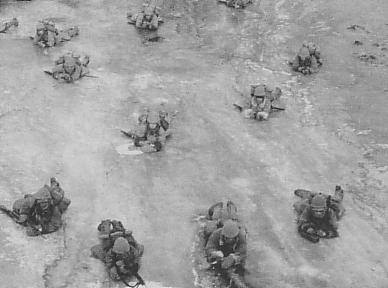
Het Kanto-leger tijdens een oefening

Een hoofdleger  (Japans: 総軍, Sō-gun) was  een militaire eenheid in  het Japans Keizerlijk Leger. 
Het hoofdleger was de grootste militaire formatie voor een specifieke operatiezone. Ze waren samengesteld uit verschillende regionale legers, legers en divisies.De hoofdlegers waren in  staat om gedurende lange perioden autonoom te opereren. De hoofdlegers stonden onder het bevel van een veldmaarschalk (Gensui) of een generaal (大将, taishō). De bevelhebbers van een hoofdleger werden aan het keizerlijke hof in aanwezigheid van de keizer tijdens een speciale ceremonie benoemd.
Aan het begin van de Pacifische Oorlog was er één hoofdleger, op het einde van de oorlog waren er zes hoofdlegers. De Japanse hoofdlegers waren vergelijkbaar met de westerse legergroepen zoals de Duitse Heeresgruppe of de Amerikaanse Army Group.
Het eerste hoofdleger was het Mantsjoerije-leger (満州軍, Manshū gun). Dit leger werd in 1904-1905 opgericht als tijdelijke commandostructuur en hoofdkwartier om de verschillende Japanse legers te coördineren tijdens de Russisch-Japanse Oorlog.
Het eerste staande hoofdleger was het Kanto-leger. Het werd in 1906 opgericht om het door Japan gepachte gebied Liaoning te beschermen.
De andere hoofdlegers werden gevormd naargelang de noden van de Tweede Chinees-Japanse Oorlog en de Pacifische Oorlog. Door de toenemende inzet van soldaten buiten Japan groeide de nood naar een structuur die snel en autonoom kon reageren op situaties zonder de tussenkomst van de Japanse Generale staf in Tokio. Het resultaat was dat de Japanse troepen werden gereorganiseerd in drie overzeese commandostructuren (Mantsjoerije, China en Zuidoost-Azie), en één commandostructuur voor Japan, Korea en Taiwan, het Algemeen Defensie Commando (防衛総司令部, Bōei Soshireibu).
Naar het einde van de Tweede Wereldoorlog werd dit Algemeen Defensie Commando (actief van maart 1941 tot 8 april 1945) geografisch heringedeeld in het 1e Hoofdleger verantwoordelijk voor Oost-Japan, het 2e Hoofdleger voor West-Japan en een Luchtleger voor alle militaire luchtvaart.
Na de overgave van Japan in september 1945 werden alle hoofdlegers opgeheven met uitzondering van het 1e Hoofdleger. Het  1e Hoofdleger bleef tot 30 november 1945 actief om de openbare orde te bewaren tot de komst van de Amerikaanse bezettingstroepen en om toezicht te houden op de demobilisatie van het Japanse Keizerlijke Leger.

## Hoofdlegers
| Naam                                                        | Actief    | Operatiegebied                                    |
| ----------------------------------------------------------- | --------- | ------------------------------------------------- |
| Kanto-leger (関東軍, Kantōgun)                              | 1906–1945 | Mantsjoerije                                      |
| Japans expeditieleger in China (支那派遣軍, Shina hakengun) | 1939–1945 | China                                             |
| Zuidelijk Leger (南方軍, Nampōgun)                          | 1941–1945 | Zuidoost-Azië, Zuidwestelijke Pacific             |
| Algemeen Defensie Commando (防衛総司令部, Bōei Sōshireibu)  | 1941–1945 | Japan, Korea en Taiwan                            |
| 1e Hoofdleger (第1総軍, Dai-ichi Sōgun)                     | 1945      | Oost- en Noord-Honshu (inclusief Tokio)           |
| 2e Hoofdleger (第2総軍, Dai-ni Sōgun)                       | 1945      | Kyushu, West-Honshu en Shikoku                    |
| Luchtleger (航空総軍, Kōkū Sōgun)                           | 1945      | Eenheden van de luchtmacht op de Japanse eilanden |